# 別德馬

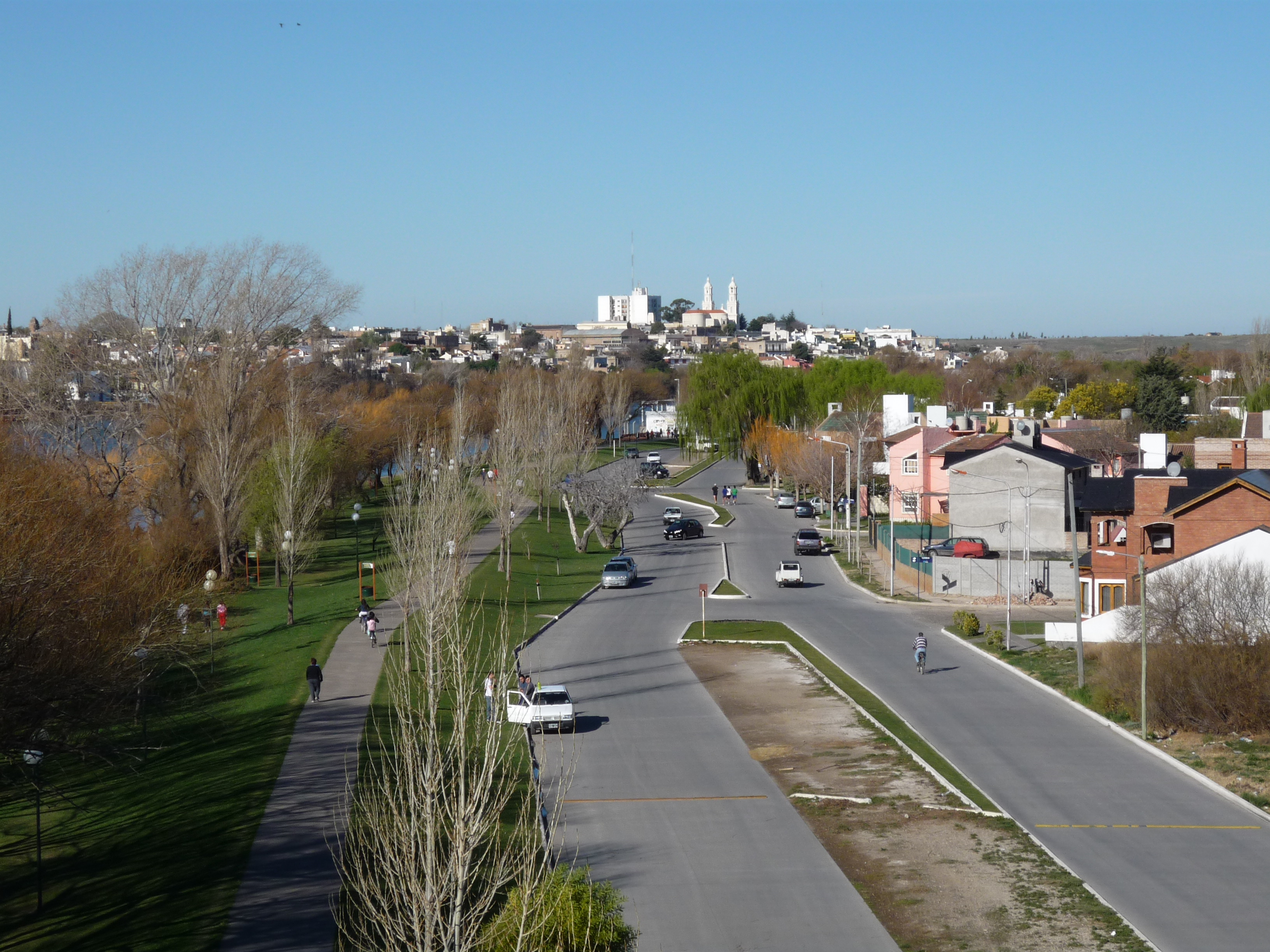
別德馬

別德馬（西班牙語：Viedma，西班牙語發音：[ˈbjeðma]）是阿根廷的城市，位於該國東部，也是內格羅河省的首府，距離首都布宜諾斯艾利斯960公里，始建於1779年3月22日，海拔高度12米，每年平均降雨量383毫米，2010年人口52,704。

## 外部連結
- Welcome Viedma (English)
- Viedma and around (Spanish)
- Clasificados Viedma（页面存档备份，存于） (Spanish)
- Viedma Portal (Spanish)
- Viedma Accommodation Portal (English)

40°48′S 63°00′W / 40.800°S 63.000°W